# Knoet IV van Denemarken
Knoet IV de Heilige (* ca. 1043 - Odense, 10 juli 1086) was koning van Denemarken.

## Leven
Knoet was de zoon van Sven II van Denemarken uit het huis Estridsen. In 1080 volgde hij zijn broer Harald III op de koninklijke troon op. Hij probeerde de bevoegdheden van het koningschap uit te breiden. Met een kerkvriendelijke politiek zocht hij de ondersteuning van de bisschoppen.
Enkele bronnen stellen dat hij de verordening heeft gegeven, de kersttijd naar in totaal 20 dagen tot 13 januari, de zogenaamde Sint-Knoetsdag, te verlengen.
Toen hij in 1086 troepen verzamelde om Engeland te veroveren, brak er een volksopstand uit. Reden was niet zozeer zijn expansieplannen als wel zijn herhaaldelijke ingrepen in de traditionele rechtsorde van het land. Knoet en zijn broer Benedictus werden in de door hem opgetrokken Sint-Albanskerk in Odense op Funen gedood, die op de plaats stond van de huidige Sint-Knudkerk.
Zijn echtgenote Adela van Vlaanderen, de dochter van graaf Robert I van Vlaanderen, keerde na de dood van haar man in haar thuisland terug. Haar zoon Karel werd graaf van Vlaanderen, haar dochter Ingegerd huwde de Zweedse edelman Folke de Dikke, stamvader van het koningsgeslacht van de Folkunger.

## Waardering
Daar Knoet om zijn kerkvriendelijke politiek bekend stond en in een kerk werd gedood, werd hij tot martelaar verklaard. In 1101 werd hij heilig verklaard. Zijn feestdagen zijn 19 januari en 10 juli. Hij is beschermheilige van Denemarken.
Knoet is in de Dom van Odense begraven; zijn skelet is vandaag de dag in een glazen doodkist te bezichtigen.